# Municipio de Clay (condado de Kosciusko)
El municipio de Clay (en inglés: Clay Township) es un municipio ubicado en el condado de Kosciusko en el estado estadounidense de Indiana. En el año 2010 tenía una población de 1712 habitantes y una densidad poblacional de 22,17 personas por km².

## Geografía
El municipio de Clay se encuentra ubicado en las coordenadas 41°8′14″N 85°50′49″O / 41.13722, -85.84694. Según la Oficina del Censo de los Estados Unidos, el municipio tiene una superficie total de 77.2 km², de la cual 75,4 km² corresponden a tierra firme y (2,34 %) 1,81 km² es agua.

## Demografía
Según el censo de 2010, había 1712 personas residiendo en el municipio de Clay. La densidad de población era de 22,17 hab./km². De los 1712 habitantes, el municipio de Clay estaba compuesto por el 97,43 % blancos, el 0,18 % eran afroamericanos, el 0,29 % eran amerindios, el 0,41 % eran asiáticos, el 0,88 % eran de otras razas y el 0,82 % eran de una mezcla de razas. Del total de la población el 2,63 % eran hispanos o latinos de cualquier raza.